# Neostylopyga papuae
Neostylopyga papuae es una especie de cucaracha del género Neostylopyga, familia Blattidae.